# بویناکسک (شهرستان)
بویناکسک (به روسی: Буйнакский район) شهرستانی است در جمهوری داغستان روسیه. مرکز اداری آن، شهر بویناکسک است. این شهرستان در ۶ ژانویه ۱۹۲۳ بر پا شد. فرماندار آن دانیال خزریویچ شیخسعیدف است.